# اندربی، لسترشر
اندربی (به انگلیسی: Enderby) یک روستا و محله مدنی در بریتانیا است که در Blaby واقع شده‌است. اندربی ۶٬۳۱۴ نفر جمعیت دارد.